# 캐빈 인 더 우즈
캐빈 인 더 우즈(영어: The Cabin in the Woods)는 2011년 공개된 미국의 공포 영화이다. 드루 고더드의 감독 데뷔작이며, 조스 위던이 각본을 쓰고 제작했다. 크리스틴 코널리, 크리스 헴스워스, 애나 허치슨, 프랜 크랜즈, 제시 윌리엄스가 출연했다.
고더드와 위던은 이전에 《뱀파이어 해결사》와 《엔젤》에서 함께 일한 적이 있다. 영화의 각본은 사흘 만에 쓰여졌다고 하며, 밴쿠버에서 촬영했다.

## 줄거리
기분전환을 위해 인적이 드문 숲으로 여행을 떠난 다섯 명의 친구들. GPS에도 나오지 않는 마을 입구의 ‘돌아가라’는 경고문이 신경 쓰였지만 그들은 숲 속의 외딴 오두막에 도착해 짐을 푼다. 그러던 중 주인을 알 수 없는 기이한 물건들로 가득 찬 지하실을 발견하고 심상치 않은 기운을 감지하지만, 오두막에서는 이미 상상하지 못한 일들이 그들을 기다리고 있는데...
"타겟 도착, 시스템 작동을 시작합니다."

## 등장인물
수정바람